# Hemisus brachydactylus
Hemisus brachydactylus là một loài ếch thuộc họ Hemisotidae. Đây là loài đặc hữu của Tanzania.
Môi trường sống tự nhiên của chúng là xavan khô, xavan ẩm, và đầm nước ngọt có nước theo mùa.